# Szuzuki Airi
Szuzuki Airi (鈴木 愛理; Kanagava prefektúra, 1994. április 12. –) japán énekesnő, modell, színésznő, műsorvezető és idol. A Hello! Project Kids, Cute és Buono! idolzenekarok tagja volt.

## Élete
2002-ben csatlakozott a Hello! Project Kids-hez. Először a Minimoni „Minimoni the Movie Okashi na daibouken!” című filmben mutatkozott be a 4KIDS tagjaként. 2002-ben szerepelt a “Liliput Oukoku” című TV drámában, majd 2004-ben a “34 Choume no Kiseki -HERE’S LOVE” című színdarabban. 2005-ben a Cute tagja lett, debütálásukra 2006-ban került sor. 
2007 júliusában bejelentették, hogy Airi csatlakozik a Buono!-hoz a Berryz Kobo-ból ismert Nacujaki Mijabival és Cugunaga Momokoval. 2013-ban a Dia Lady tagja lett. 2015-ben pedig a “Ray” divatmagazin modellje lett. 2016-ban elindult önálló mobilos rádióműsora, az “Airi’s potion”. Miután bejelentették, a °C-ute feloszlását, előbb azt nyilatkozta, hogy sok új területen szeretné magát kipróbálni, mint például bemondónő, de ezt később módosította arra, hogy továbbra is énekléssel szeretne foglalkozni.

## Diszkográfia

### Albumok
- Do Me a Favor (2018)
- I (2019)
- 26/27 (2022)

### Kislemezek
- Escape (2019)
- Heart wa Oteage (2022)

## Publikációk

### Fotókönyvek
1. Airi (2007. május 19, Wani Books)
2. Clear (2007. december 5, Kadokawa Group Publishing)
3. 6gatsu no Kajitsu (2008. június 20, Wani Books)
4. Aoiro (2009. június 25, Wani Books)
5. Tōkō-bi (2010. augusztus 20, Wani Books)
6. Meguru Haru (2011, május 23, Wani Books)
7. Oasis (2011. június 23, Wani Books)
8. Kono Kaze ga Suki (2012. június 25, Wani Books)
9. Sotsugyou (2013. március 31, Wani Books)
10. Oyoganai Natsu (2013. augusztus 20, Wani Books)

## Fordítás
- Ez a szócikk részben vagy egészben  az   Airi Suzuki című angol Wikipédia-szócikk fordításán alapul.  Az eredeti cikk szerkesztőit annak laptörténete sorolja fel. Ez a jelzés csupán a megfogalmazás eredetét és a szerzői jogokat jelzi, nem szolgál a cikkben szereplő információk forrásmegjelöléseként.